# Motorola DEFY
Das Mobiltelefon DEFY (englisch: trotzen, standhalten) des amerikanischen Herstellers Motorola ist ein 2010 eingeführtes wasser- und staubgeschütztes sowie stoßfestes Smartphone mit dem Betriebssystem Android. Durch den Einsatz von „Gorilla-Glass“ der Firma Corning ist das Display, welches fast die gesamte Vorderseite einnimmt, zum Einführungszeitpunkt relativ staub-, kratz- und schlagfest. Die Gehäuserückseite ist gummiert.
Das Gerät galt als Vorreiter unter den wasserdichten Smartphones. Es ist nach IP67 zertifiziert. Das bedeutet, dass es bis zu 30 Minuten in 1 Meter tiefem Wasser liegen kann, ohne Schaden zu nehmen. Voraussetzung dafür ist, dass alle Abdeckungen sicher verschlossen sind. Es wurde bis Mitte 2011 4 Millionen Mal verkauft.

## Defy
Bei Auslieferung war die Version 2.1 (Eclair) mit der Motorola-eigenen Benutzeroberfläche „Motoblur“ installiert, ein Update auf Version 2.2 (Froyo) ist erhältlich. Das DEFY ist mit weißem und schwarzem seitlich gummiertem Rand erhältlich. Der Prozessor taktet mit 800 MHz. Ende 2010 hat Motorola die erste Serie überarbeiten müssen, nachdem einige Geräte Probleme mit dem Hörlautsprecher hatten.

## Defy+
Kurz nach der Übernahme durch Google kündigte Motorola eine überarbeitete Fassung des DEFY unter der Bezeichnung DEFY+ an; es ist seit August 2011 erhältlich.
Das Gehäuse wurde minimal verändert; der Prozessor wurde auf 1 Gigahertz getaktet; die Akkulaufzeit steigt durch Kapazitäts-Steigerung nach Herstellerangabe um etwa 15 Prozent; das Gerät wird mit Android 2.3 (Gingerbread) ausgeliefert.

## Defy Mini
Das Defy Mini war als Einsteigergerät gedacht. Es bietet einen mit 600 MHz getakteten Prozessor, das Display ist mit 3,2 Zoll (480 × 320 Pixel) kleiner als beim Defy. Es unterstützt UMTS sowie WLAN nach 802.11n. Es hat Android 2.3 (Gingerbread) und ist seit Februar 2012 in Deutschland erhältlich. Zudem hat es, im Gegensatz zum Defy/Defy+, eine zusätzliche Frontkamera für Videotelefonate.

## Konkurrenten
Konkurrenten waren das Samsung Galaxy XCover, das Sony Xperia go, das Sony Ericsson Xperia active, das Panasonic Eluga und das Kyocera Hydro.
Zum Zeitpunkt der Vermarktung konkurrierte es nur mit wenigen klassischen Mobiltelefonen, welche ähnliche Kernfeatures boten, denen aber die Fähigkeiten eines erweiterbaren Betriebssystems (Apps) und eine Touchscreenbedienung fehlten, z. B. das Samsung B2100, das Samsung B2710, das Nokia 3720 classic und das Nokia 5140i.